# Tetrataxis salicifolia
Tetrataxis salicifolia é uma magnoliophyta da família Lythraceae e endémica em Maurícia.